# 자이피얀성
자이피얀성(界藩城, 界凡城, 者片城, ᠵᠠᡳᡶᡳᠶᠠᠨ 
ᡥᠣᡨᠣᠨjaifiyan hoton)은 후금(後金)의 행도(行都)이다. 현재 요녕성(遼寧省) 무순시(撫順市) 중심지 동쪽 혼하(渾河) 중상류 대화방수고(大伙房水庫) 동남쪽 철배산(鐵背山)에 지어졌다.

## 개요
철배산 위에 세워진 자이피얀성은 서쪽은 혼하와 소자하(蘇子河)의 합류점이 있어 '자이피얀'이라 이름하였다. 철배산 위 나무는 빽빽하고 괴석이 많으며 삼면이 강에 닿아 있고 한 면은 산에 닿아 있으며, 지리적으로 험요한 곳이다. 누르하치(努爾哈赤, Nurhaci)가 여진(女眞) 각 부락을 통일하기 전에는 건주여진(建州女眞) 저천부(哲陳部)의 자이피얀채(界藩寨, 界凡寨)였다. 자이피얀성은 산세를 의지하여 지어졌으며, 둘레는 4612.5m이다. 산성 북쪽은 가파른 절벽이고 남쪽은 성이며 성벽은 지표로부터 40m이상 떨어져 있으며 가장 높은 곳은 100m에 이른다. 축성 시에는 산등성이 각 단 지세를 이용하여 서위성(西衛城), 내성(內城), 동위성(東衛城)으로 나뉘었다. 1619년 2월, 후금은 1.5만명을 동원하여 재료를 옮기고 성을 쌓았다. 축성기간동안 유명한 사르후 전투(薩爾滸戰鬪)가 발생하였다. 축성하던 군민은 사수하였고 얼마 후 다이샨(代善, Daišan)이 부대를 이끌고 이곳에 이르렀다. 사르후산(薩爾滸山) 위 명군의 대영을 공격하여 함락한 후, 축성 인부가 산 위에서 아래로 돌격하여 협공을 하였고, 5일간의 전투 끝에 두송(杜松)이 이끄는 명의 대군을 전멸시키고 승리를 이끌었다. 전투 이후 축성이 끝나자 누르하치는 자이피얀성에 주둔하였고, 왕비를 성에서 맞이하였다. 얼마 후 후금은 자이피얀에서 요북(遼北)으로 출정하였다. 6월에는 개원(開原), 7월에는 철령(鐵嶺), 8월에는 여허(葉赫)를 공격하여 강역 수백 리를 넓혔다. 이는 자이피얀성 축성과 관련 있다. 누르하치는 자이피얀성에 1년 4개월 거주한 후 인근의 사르후성(薩爾滸城)으로 옮겼다. 오늘날 성 북쪽과 남쪽에는 문터가 있고 내성에는 대형 집터가 2곳 있는데 이곳은 누르하치의 행궁이다. 이외에도 반혈식 집터도 몇 군데 있다. 철갑편, 철탄환, 청화자기편 등이 발굴되었다.

## 같이 보기
- 동경성
- 사르후성
- 성경성
- 후금